# Borki (województwo podkarpackie)
Borki – wieś w Polsce położona w województwie podkarpackim, w powiecie niżańskim, w gminie Ulanów.
| SIMC    | Nazwa       | Rodzaj    |
| ------- | ----------- | --------- |
| 0808950 | Dyjaki      | część wsi |
| 0808966 | Koszary     | część wsi |
| 0808972 | Podosiczyna | część wsi |
| 0808989 | Ryczki      | część wsi |
| 0808995 | Zachoina    | część wsi |

W latach 1975–1998 miejscowość administracyjnie należała do województwa tarnobrzeskiego.